# 尼沃莱蒙格里丰
尼沃莱蒙格里丰（法語：Nivollet-Montgriffon，法語發音：[nivɔlɛ mɔ̃ɡʁifɔ̃] ⓘ）是法国安省的一个市镇，属于贝莱区。

## 地理
尼沃莱蒙格里丰（45°59'35"N, 5°26'47"E）面积8.24 平方千米，位于法国奥弗涅-罗讷-阿尔卑斯大区安省，该省份为法国东部省份，北起汝拉省，西北接索恩-卢瓦尔省，西接罗讷省和里昂大都会，南至伊泽尔省，东与萨瓦省、上萨瓦省和瑞士接壤。
与尼沃莱蒙格里丰接壤的市镇（或旧市镇、城区）包括：拉贝热芒德瓦雷、阿朗、布瓦约-圣热罗姆、科尔利耶、翁雪、比热地区圣朗贝尔。

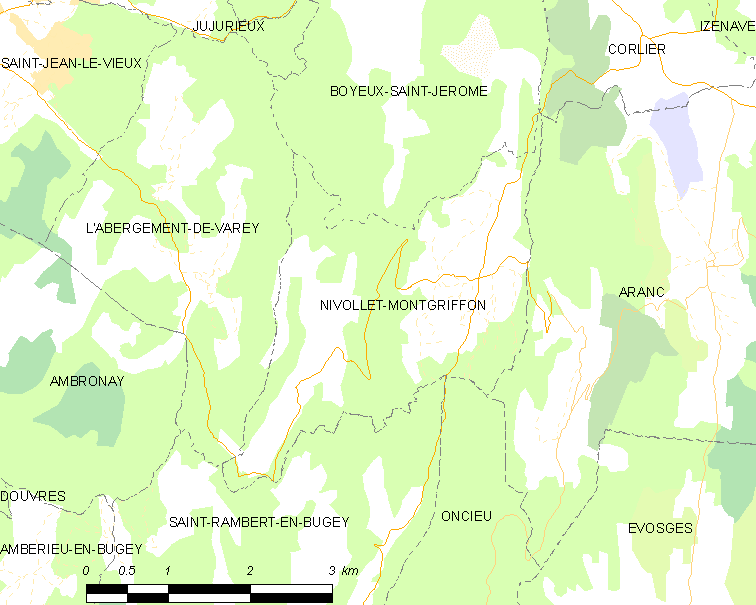
尼沃莱蒙格里丰的OSM定位图

尼沃莱蒙格里丰的时区为UTC+01:00、UTC+02:00（夏令时）。

## 行政
尼沃莱蒙格里丰的邮政编码为01230，INSEE市镇编码为01277。

## 政治
尼沃莱蒙格里丰所属的省级选区为昂贝略昂比热县。

## 人口

1962-2008年间尼沃莱蒙格里丰人口变化图示

尼沃莱蒙格里丰于2022年1月1日时的人口数量为119人。